# Polylepiscus furcifer
Polylepiscus furcifer är en mångfotingart som beskrevs av Pocock 1909. Polylepiscus furcifer ingår i släktet Polylepiscus och familjen Aphelidesmidae. Inga underarter finns listade i Catalogue of Life.